# Dell PowerEdge
Produktová řada Dell PowerEdge (též označována jako PE) je serverovou produktovou řadou společnosti Dell.
Většina PowerEdge serverů používá architekturu x86, s výjimkou PowerEdge 3250, PowerEdge 7150 a PowerEdge 7250, které používaly procesor Itanium. Společnost Dell však přestala své servery osazovat procesory Itanium již v roce 2005 poté, co se tyto procesory dobře nezapsaly na trhu. Do roku 2006 měla společnost Dell výhradní partnerství se společností Intel, čímž byly servery postavené na procesorech firmy Intel, ale v květnu roku 2006 oznámila společnost Dell, že chce do nějakých serverů i dávat procesory AMD Opteron, tedy řady PowerEdge 6950 a PowerEdge SC1435 byly osazeny procesory firmy AMD.
Řada PowerEdge podporovala serverové konfigurace v provedení tower, servery do racku i servery typu Blade. Společnost Dell používala stejný chipset ve všech svých serverech stejné generace, což zajišťovalo, že stejná generace serveru vždy byla podporována stejnými ovladači.
V roce 2007 činila prodej řady PowerEdge zhruba 15% zisků společnosti Dell (z oblasti prodeje hardware).

## Řadič PowerEdge RAID Controller (PERC)
Společnost Dell používá označení PowerEdge RAID Controller (PERC) pro vlastní verze řadičů úložiště RAID. Jedná se o řadič, který vychází z produktu PERC Fault Management Suite této společnosti, který byl rozšířený kolem roku 2006. Tyto karty byly vybavené hardwarem od společností LSI Corporation nebo Intel, 256 MB paměti (rozšiřitelné až na 512 MB), podpora až osmi jednotek SATA 3.0 Gbit/s bez nutnosti použití dalších rozšiřujících karet. Mají též bateriovou záložní jednotku (Battery Backup Unit, BBU) k zajištění pružnějšího použití během zápisů, což zvýšilo výkonnosti pro nasazení v rámci RAID5 a RAID6. Karta byla připojená přes rozhraní PCI Express.

## Šasi (chassis)
Přestože jsou jako PowerEdge označovány především servery, je zde i několik výjimek jako například:
PowerEdge M1000e - Blade server, kde celý systém je označován jako PowerEdge a označení M1000e přitom označuje šasi a komponenty v nich. Jednotlivé neserverové komponenty mají vlastní názvy v rámci svého značení, jako například PowerConnect M-switch či EqualLogic blade-SAN.
PowerEdge VRTX - sdružený systém až 4 PowerEdge M-blade serverů, vestavěné řešení pro úložiště dat a síťový modul

## Jmenná konvence modelů
Od představení generace 10 serverů v roce 2007 přijala společnost Dell standardizovanou metodu pro pojmenovávání svých serverů. Každý server je označen číslem a 3 číslicemi. Písmeno označuje typ serveru: R (Rackový server), M (Modulární server, takto společnost označuje Blade servery) či T (Tower server).
Toto písmeno je následováno 3 číslicemi:
- První číslice značí počet patic pro fyzická CPU: 1 až 3 znamená 1 patici, 4 až 7 znamená 2 patice, 9 znamená 4 patice, číslice 8 může znamenat jak 2, tak 4 patice, v závislosti na výrobci CPU a generaci PE serveru[9][9]
- Druhá číslice znamená generaci: 0 for Generaci 10, 1 for Generaci 11 apod.
- Třetí číslice nám indikuje výrobce procesoru: 0 pro Intel, 5 pro AMD

Například tedy Dell PowerEdge M610 je označení pro dvoupaticový server generace 11 využívajcí procesor Intel, zatímco R605 je označení pro dvoupaticový rackový server AMD desáté generace.
Před generací 10, tedy starší servery, měly označení dle následující systému:
- První číslice - výška serveru v rackových jednotkách, např. 1 pro 1U, 2 pro 2U servery apod.
- Druhá číslice - generace serveru, až po generaci 9
- Třetí číslice - typ serveru: 5 pro rack server, 0 pro typ tower
- Čtvrtá číslice - označení, zda se jedná o server typu blade server nebo běžný server: 5 pro Blade server, 0 pro běžný server

### Příklady označení
PowerEdge 2650 - 2 = 2U server, 6 = 6. generace, 5 = rack server, 0 = běžný server
PowerEdge 6950 - 6 = 4U server, 9 = 9. generace, 5 = rack server, 0 = běžný server
PowerEdge 2800 - 2 = 2U server, 8 = 8. generace, 0 = tower server, 0 = běžný server
PowerEdge 1855 - 1 = 1U server, 8 = 8. generace, 5 = rack server, 5 = blade server

## Vzdálená správa systémů Dell
Hlavní články: iDRAC, OpenManage
Společnost Dell pro své servery nabízí možnosti vzdálené správy, tzv. Dell Remote Access Controller, který je od své šesté verze již integrován přímo do desek serverů. Tento systém umožňuje správcům vzdálené řízení přímo ze svého počítače. Též je možné spravovat přímo z příkazové řádky operačního systémů pomocí software OpenManage.